# Remøya
Remøya  est une île de l'archipel de Sørøyane appartenant à la commune de Herøy, du comté de Møre og Romsdal, dans la mer de Norvège.

## Description
L'île de 3,6 km2 est située au nord du centre municipal de Fosnavåg sur l'île voisine de Bergsøya. L'île est reliée à d'autres îles via un réseau de ponts. Le Remøy Bridge (en)  la relie à l'île Leinøya (au sud) et le Runde Bridge (en) la relie à Runde (au nord).
Pratiquement tous les habitants de l'île vivent dans la partie sud de l'île dans la zone villageoise de 0,41 kilomètre carré (100 acres) appelée Remøy.

## Galerie

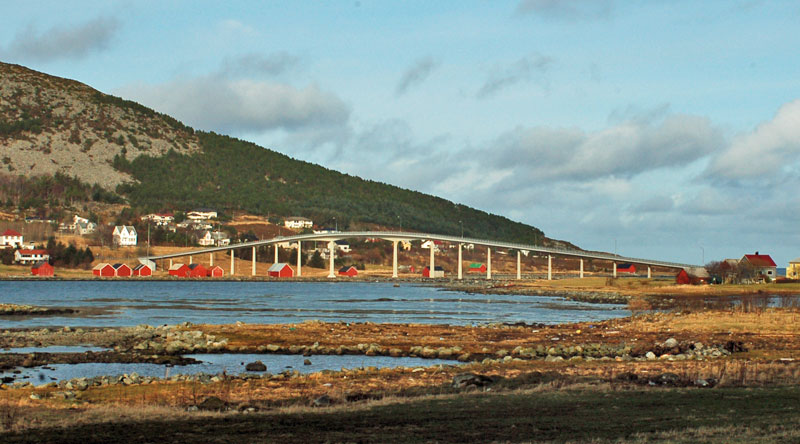
Pont de Remøy
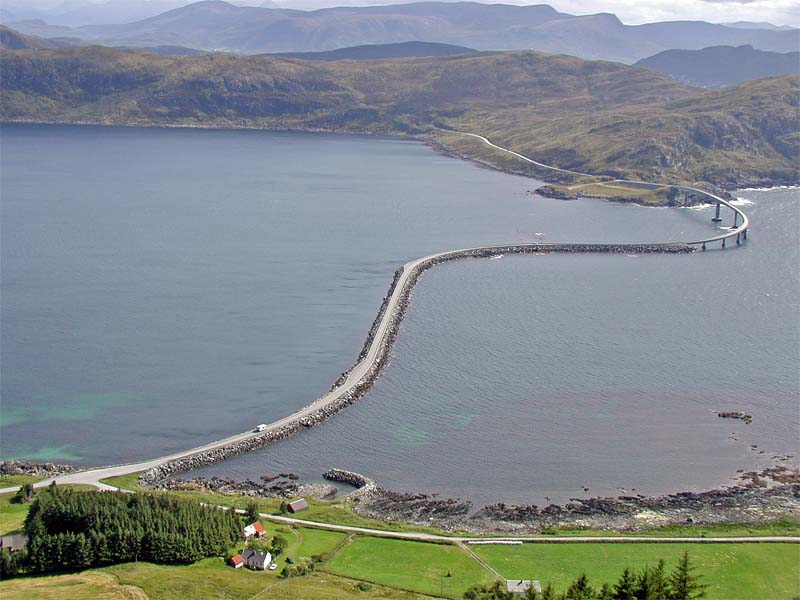
Le Pont de Runde